# Bissa Abelli

Bissa Abelli, född 16 februari 1947 i Bromma, Stockholm, är en svensk skådespelare och illusionist.
Tillsammans med Anders Olsson bildade Bissa Abelli 1979 den fria teatergruppen Abellis magiska teater.

## Filmografi
- 1978 – Man måste ju leva...
- 1980 – Barnens ö
- 1986 – Amorosa

### Fotnoter
1. ↑  Internet Movie Database, IMDb-ID: nm0008560co0047972, läst: 18 juli 2016.[källa från Wikidata]
2. ↑  ”Bissa Abelli”. http://www.sfi.se/sv/svensk-filmdatabas/Item/?type=PERSON&itemid=71814&iv=OVERVIEW. Läst 5 augusti 2012.
3. ↑  ”Abellis magiska teater”. Abellis magiska teater. Arkiverad från originalet den 16 oktober 2012. https://web.archive.org/web/20121016002031/http://www.abellis.com/. Läst 5 augusti 2012.